# Вулиця Золоті джерела
Ву́лиця Золоті́ джере́ла — вулиця в Голосіївському районі міста Києва, котеджне містечко «Коник» у місцевості Віта-Литовська. Пролягає від Лютневої вулиці до кінця забудови.
Прилучаються безіменний проїзд до вулиць Кленова долина і Багряна дуброва та вулиця Квіткові луки.
Назва вулиці — з 2011 року.